# 黄金無頼
『黄金無頼』（おうごんぶらい、原題:Professionsiti per un massacro）は、ナンド・チチェロ監督によるマカロニ・ウェスタン。当初の邦題は『黄金無頼／３匹のガンマン』。

## キャスト
※括弧内は日本語吹替（初回放送1972年7月31日『月曜ロードショー』）
- ジョージ・ヒルトン（小林清志）
- エド・バーンズ（津嘉山正種）
- ジョージ・マーティン
- モニカ・ランドール
- ホセ・ボダロ
- ジェラルド・ハーター